# 柯尔贝尔主义
柯尔贝尔主义（Colbertisme）是17世纪的一种经济和政治学说、重商主义在法国的变种，以法国路易十四的财政大臣让-巴蒂斯特·柯尔贝尔的政策实践命名。

## 背景
在17世纪，欧洲列强已经成功地殖民了世界的某些地区。英格兰成功地控制了北美和其他各个地区，包括印度，西班牙拥有大量的南美和北美，荷兰人在印度尼西亚拥有成功的前哨。法国人开始在北美部分地区进行殖民，但没有像西班牙和英国殖民地那样的永久定居点。
1628年，魁北克被红衣主教黎塞留创立的商业经营的股份制企业“百联公司”控制。该公司获得了对皮草贸易的垄断权，并获得了新法兰西所有土地的所有权，为新殖民地的4,000名定居者以及物资和牧师进行了贸易。像所有其他殖民地一样，法国在新世界的影响导致了当地人的问题：控制毛皮贸易的战争和新的疾病杀死了大部分原住民部落。
法国不仅在北美拥有殖民地，而且还控制了加勒比海的法属西印度群岛。在17世纪，由于与西班牙人、英国人和荷兰人的竞争，法国殖民了西印度群岛的几个岛屿。尽管控制了很多西印度群岛，但只有马提尼克岛、瓜德罗普岛和附近的一些小岛作为法属西印度群岛幸存下来。
令人惊讶的是，重商主义的概念最早是由法国财政大臣让-巴蒂斯特·柯尔贝尔提出的。柯尔贝尔的想法是货物出口换取黄金的“贸易顺差”，而黄金将流出该国的“贸易逆差”。柯尔贝尔还打算取消内部关税，并对贵族征税，但失败了。